# Ernest Chuard
Ernest Louis Chuard (Corcelles-près-Payerne, 31 de julio de 1857 – Lausana, 9 de noviembre de 1942) fue un economista agrario, ingeniero químico y político suizo, miembro del Partido Radical Democrático (PRD).
Trabajó como investigador y conferenciante durante varias décadas y también fue profesor en la Universidad de Lausana, donde fue decano de la Facultad de Ciencias Naturales. Entre 1907 y 1919 fue diputado del Consejo Nacional y en 1912 entró en el Consejo de Estado del Cantón de Vaud. Fue  Consejero Federal de 1920 a 1928 y estuvo al frente del Departamento del Interior durante todo su mandato.
Fue Presidente de la Confederación en 1924.

## Biografía

### Estudios y actividades científicas
Su padre, Louis Chuard, era agricultor y un influyente político que fue alcalde de Corcelles y Consejero de Estado del cantón de Vaud. Su madre, Suzanne Rapin, murió cuando Ernest tenía doce años. Cursó sus estudios primarios y secundarios en la vecina localidad de Payerne. En 1875 se graduó en la Escuela Industrial de Lausana y a continuación se matriculó en Ingeniería Química en la Facultad Técnica de la Academia de Lausana. En el curso 1879-80 continuó sus estudios en la Universidad de Wurzburgo. Durante su etapa de estudiante perteneció a la fraternidad Helvetia. En 1880 comenzó a trabajar como ayudante en el laboratorio de química de la Universidad de Wurzburgo, y a partir de 1882 impartió clases de Física en la Escuela Industrial. De 1884 a 1899 fue profesor de química en el gimnasio cantonal y en la Escuela de Agricultura de Vaud.
En la Academia, que en 1890 se transformó en la Universidad de Lausana, Chuard ejerció como profesor asociado de Química Analítica y Química Aplicada a la Agricultura. De 1894 a 1896 fue decano de la Facultad de Ciencias Naturales. Investigó en profundidad las enfermedades fúngicas de la vid, que a principios de siglo amenazaban gravemente la existencia de la viticultura en Vaud. Fue jefe del laboratorio de química de la estación vitícola de Lausana y, más tarde, director de la misma. Durante aquella etapa elaboró numerosos estudios relativos a los suelos, el equilibrio hídrico, las plagas de la vid y los fertilizantes. Además, impartió conferencias y escribió varias obras de divulgación científica. En 1888 cofundó la revista especializada Chronique agricole, y de 1891 a 1895 fue editor de la Revue agricole. Presidió varias asociaciones agrícolas, fue miembro del consejo académico de la Escuela Politécnica Federal de Zúrich y miembro de la junta directiva de la Unión Suiza de Agricultores. Entre 1911 y 1912 fue director de la escuela agrícola Champ de l'Air.
Casado desde 1884 con Amélie Pittet, también hizo carrera militar. En el ejército suizo estuvo al mando de un batallón de fusileros como mayor y de un regimiento de infantería como teniente coronel. En 1919 alcanzó el grado de coronel.

### Política cantonal y federal
Chuard entró en política a una edad relativamente tardía en comparación con muchos de sus homólogos. En 1890 fue elegido miembro del Consejo Municipal de Lausana, que presidió en 1894 y en el que permaneció hasta 1897. Tras ello, dejó la actividad política durante varios años. En 1900, su partido buscaba un sucesor para el Consejero de Estado Marc Ruchet. Sin embargo, Chuard se vio obligado a no presentar su candidatura, toda vez que su padre era prefecto del distrito de Payerne y dicha circunstancia habría creado un conflicto de intereses. En los años siguientes redactó informes sobre la recuperación de los viñedos afectados por la filoxera, entre otras cuestiones. Decidió retomar su carrera política y en 1907 concurrió a las elecciones al Consejo Nacional por la circunscripción de Vaud-Norte, donde obtuvo escaño. Dos años más tarde también fue elegido miembro del parlamento cantonal de Vaud, el Gran Consejo.
En agosto de 1912, el Gran Consejo eligió a Chuard miembro del Consejo de Estado, el gobierno cantonal. Sucedió a Camille Decoppet al frente del Departamento de Instrucción Pública y Cultos, que era el que más se ajustaba a sus intereses y aptitudes. Redactó una nueva Ley de Universidades, que fue aprobada en referéndum en 1916. En 1917 pasó al Departamento de Agricultura, Comercio e Industria. La falta de organización de las autoridades municipales a la hora de abastecer a la población durante la Primera Guerra Mundial le llevó a crear una oficina cantonal de abastecimiento y a impulsar los cultivos agrícolas. Logró, junto con Ferdinand Porchet, frenar la adhesión al recién fundado Partido de los Agricultores y conseguir que la mayoría de los agricultores se decantaran por el PRD.
Las misiones diplomáticas en París, en el marco de la Sociedad Suiza de Vigilancia Económica, y su pertenencia a la Comisión de Neutralidad le confirieron una gran reputación y la imagen de un conciliador nato. Después de que Camille Decoppet anunciara su dimisión del Consejo Federal, los radicales intentaron convencer a Chuard para que se presentara como candidato. Éste se veía demasiado mayor para el cargo e incluso tenía la intención de retirarse de la política. El candidato oficial del PRD era el alcalde de Lausana, Paul Maillefer, pero a muchos parlamentarios de la Asamblea Federal no les inspiraba confianza. La votación se celebró el 11 de diciembre de 1919. En la primera vuelta, Chuard obtuvo 75 votos (sólo nueve menos que Maillefer) y solicitó a los diputados que votaran al candidato oficial. Estos no accedieron a su petición y, finalmente, Chuard resultó elegido en la quinta vuelta con 159 de los 216 votos válidos (Maillefer obtuvo 57 votos). Tras tomarse un día de reflexión, aceptó el nombramiento.

#### Consejero Federal
Chuard, a quien se ha descrito en varias ocasiones como «Consejero Federal a su pesar», se hizo cargo del Departamento del Interior el 1 de enero de 1920, sucediendo a Gustave Ador. Sus competencias eran muy amplias y respondían a su experiencia profesional y científica. Era el único miembro del gobierno que no era jurista. A lo largo de su mandato, dirigió las reformas legislativas en varios ámbitos, como la edificación, las masas de agua, los estupefacientes y la protección de las especies cinegéticas, las aves y los bosques. Además, trabajó en la Convención Internacional del Opio, la continuación de la regulación del Rin, la ampliación del puerto renano de Basilea y del servicio meteorológico, la exportación de electricidad y las bibliotecas públicas.
Chuard se dedicó con especial empeño a la promoción de la cultura y la ciencia. Una de las competencias de su departamento era la construcción de edificios públicos. Durante su mandato se acometieron las obras de ampliación y de construcción de laboratorios de la Escuela Politécnica Federal de Zúrich y del nuevo edificio del Tribunal Federal de Lausana, que inauguró en 1927. Uno de los procedimientos legislativos que impulsó y que más se prolongó en el tiempo fue el relativo a las medidas contra la tuberculosis. En 1923, sin embargo, la revisión de la Ley del Alcohol que él había redactado fue rechazada en referéndum. Ejerció el cargo de Presidente de la Confederación Suiza en 1924, año que estuvo marcado por la visita de Estado del Rey Fernando I de Rumanía.

### Otras actividades
Chuard dimitió como Consejero Federal a finales de 1928. Pese a haber declarado en el momento de su elección que no quería ser más que un «Consejero Federal interino», tuvo que permanecer nueve años en el cargo en tanto los radicales de Vaud le encontraban un sucesor. Fue relevado por Marcel Pilet-Golaz. Chuard se instaló en Lausana y se incorporó al consejo de administración de la fábrica de cables de Cossonay. Participó en las reuniones de las sociedades científicas del cantón de Vaud y pronunció conferencias y discursos de temática variada. También escribió numerosos artículos periodísticos y estudios históricos. Falleció de un infarto el 9 de noviembre de 1942, a la edad de 85 años.